# Gran Sasso Acqua
La Gran Sasso Acqua è un'azienda che si occupa della gestione del servizio idrico integrato per i 36 comuni della provincia dell'Aquila che fanno parte del territorio dell'ATO 1 Aquilano.

## Storia
Nel 1940 viene costituito il Consorzio per l'acquedotto La Ferriera per la realizzazione, quale ente concessionario della Cassa per il Mezzogiorno, dell'omonimo acquedotto dalla sorgente di Bisegna fino all'Aquila. 
Nel 1995 prende il nome di Azienda Consorziale Acquedotto La Ferriera fino a diventare nel 2003 una società per azioni e assumere la denominazione di Gran Sasso Acqua. 
Dopo il terremoto dell'Aquila del 2009, la Gran Sasso Acqua è stata individuata dal commissario delegato della ricostruzione, Giovanni Chiodi, quale soggetto coordinatore e realizzatore del programma di ricostruzione di tutti i sottoservizi (acqua, luce, telefono e internet) della città dell'Aquila.